# Tranvia Marengo-Mandrogne
La tranvia Marengo-Mandrogne era una linea tranviaria interurbana che collegava le località di Marengo e Mandrogne dal 1882 al 1933.

## Storia

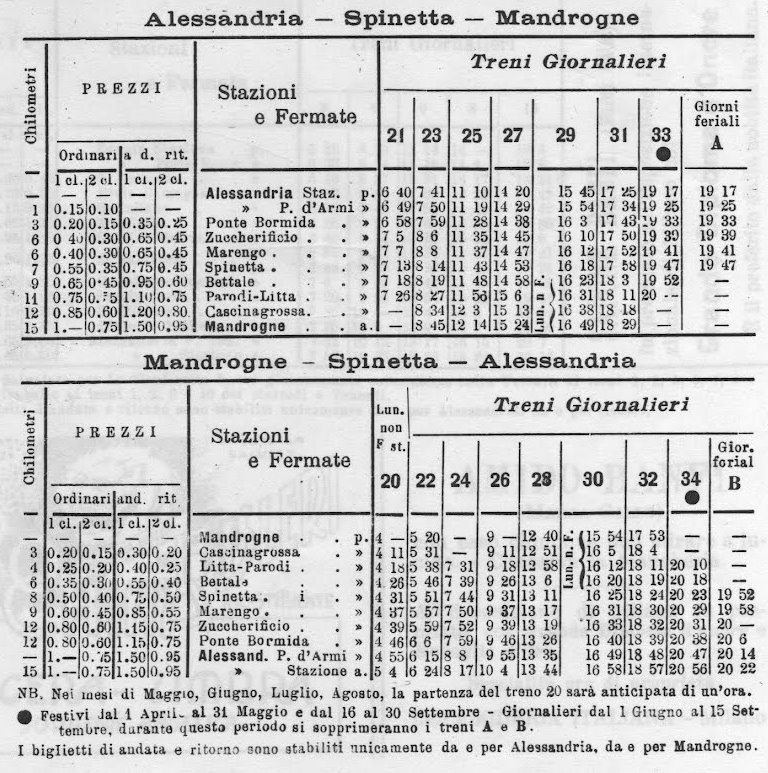
Orario tranvia Alessandria-Mandrogne

La linea nacque come diramazione, richiesta da parecchi influenti abitanti di Mandrogne e Cascinagrossa, della tranvia Alessandria-Sale. L'autorizzazione ministeriale per la costruzione di una tranvia a trazione meccanica fu concessa nel 1881 al cavalier Domenico Bellisomi, il quale aveva costruito insieme a Ercole Belloli le tranvie Alessandria-Casale e Alessandria-Sale.
Il 13 aprile 1882 Bellisomi cedette la concessione alla ditta Geisser & C. di Torino, come pagamento di un debito contratto da Bellisomi verso quest'ultima società. Due anni dopo la città di Alessandria iniziò una lite con la ditta Geisser che durò sino al 1888, quando il comune rilevò la linea: il successivo 17 settembre fu stipulata una nuova convenzione (della durata di nove anni, rinnovabili) con lo spinettese Angelo Bello per gestire la linea con trazione a cavalli.
I rapporti tra Bello e il comune di Alessandria furono tesi, in quanto il concessionario della tranvia richiedeva continui aumenti del sussidio annuale, passato tra il 1889 e il 1892 da 500 a 1250 lire. Nel 1896 il comune di Alessandria presentò alla belga Società Anonima delle Tramvie a Vapore della Provincia di Alessandria, gestore sin dal 1881 delle tranvie Alessandria-Casale e Alessandria-Sale, uno schema di convenzione per l'esercizio della tranvia Marengo-Mandrogne con trazione a vapore; unico problema da superare risultava l'attraversamento della ferrovia Alessandria-Piacenza a Spinetta. Risolto il problema dell'attraversamento ferroviario, la convenzione fu firmata il 29 gennaio 1898, e la linea fu inaugurata il successivo 2 ottobre.
Col passare del tempo la linea, così come le altre tratte esercite dalla "Belga", non fu più in grado di soddisfare i bisogni delle popolazioni locali, offrendo un servizio sempre più scadente. La linea chiuse il 7 novembre 1933, sostituita da autobus della Società Autotrasporti Alessandria (SAA); rimase in servizio come raccordo merci il breve tratto tra lo zuccherificio di Spinetta Marengo e la stazione di Spinetta, attivo sino agli anni cinquanta. Il restante tratto della linea fu smantellato a partire dal 1936.

## Caratteristiche
|  |  | Unused urban continuation backward |

| Unknown route-map component "uexBHF" |

|  |  | Unknown route-map component "uexABZgl" | Unknown route-map component "uexCONTfq" |  |

| Unknown route-map component "CONTgq" | Unknown route-map component "uxmKRZ" | Unknown route-map component "CONTfq" |

|  | Unknown route-map component "uexHST" |

|  | Unknown route-map component "uexHST" |

|  | Unknown route-map component "uexHST" |

|  | Unknown route-map component "uexHST" |

|  | Unknown route-map component "uexKBHFe" |

La linea tranviaria era a binario singolo a scartamento ordinario di 1445 mm, interamente in sede promiscua. Si sviluppava per 8,650 km. Il raggio di curvatura era di 30 metri, la pendenza massima del 12 per mille. I convogli potevano toccare una velocità massima di 20 km/h.

### Percorso
La stazione di diramazione di Marengo risultava in comune con la tranvia per Sale; attraversata la ferrovia Alessandria-Piacenza si toccavano le località di Spinetta, Bettale, Litta Parodi e Cascinagrossa prima di raggiungere il capolinea di Mandrogne.
Nel 1913 fu inaugurato un binario di raccordo tra la linea e la Società Italiana "Marengo" di Spinetta, attiva nella lavorazione del rame.

## Materiale rotabile
Sulla tranvia prestarono servizio locomotive a vapore di tipo tranviario.
Il parco rotabili della "Belga", impiegato promiscuamente su tutte le linee sociali, risultava composto tra il 1927 e il 1930 da dodici locomotive a vapore, 31 rimorchiate a due assi e 70 carri merci.